# Rijksabdij Sankt Gallen
De rijksabdij van Sankt Gallen was een rijksabdij binnen het Heilige Roomse Rijk en deze positive werd gehand in het Oude Eedgenootschap.

## Geschiedenis

### Ontstaan
Het ontstaan van de stad hing samen met de komst van de Ierse monnik Gallus (ca 550–620 or 640), discipel van de heilige Columbanus, die in 612  aan de rivier de Steinach bij het Bodenmeer een Kluizenarij bouwde waar hij en zijn volgelingen tot zijn dood als kluizenaars leefden. Op deze plek zou later de abdij gebouwd worden.
Na de dood van Gallus wees Karel Martel Odomar als beschermheilige van de relikwieën van de abdij van Sankt Gallen. Tijdens het bewind van Pepijn de Korte bouwde Ottmar in de achtste eeuw een abdij in Karolingische stijl, waar kunst, correspondentie en wetenschap floreerden. De precieze datum  van de oprichting is niet bekend en er wordt gedacht aan 719, 720, 747 of later in de achtste eeuw. Onder de leiding van abt Waldo van Reichenau (740–814)  warden vele teksten gekopieerd en er werd een beroemde bibliotheek opgericht. Veel Angelsaksische en Ierse monniken kwamen naar de abdij om manuscripten te kopiëren. Op verzoek van Karel de Grote zond paus Adrianus I bijzondere oorkonde uit Rome waarop het gebruik van Gregoriaanse muziek gepropageerd werd.
In de daaropvolgende eeuw kwam Sankt Gallen in conflict met het Prinsbisdom Konstanz die de recht over de Abdij van Reichenau bij de Bodensee. Deze situatie bleef bestaan tot de Franse koning Lodewijk de Vrome (r. 814-840) de onafhankelijkheid van de abdij erkende en het conflict opgelost werd. De abdij floreerde vanaf het moment van deze beslissing tot de tiende eeuw. De abdij huisveste een aantal bekende geleerden waaronder Notker van Luik,  Notker de Stotteraar, Notker Labeo en Harker (die de antiphonale liturgische boeken voor de abdij ontworpen heeft). In de negende eeuw werd er een nieuwe grotere kerk gebouwd en de bibliotheek werd uitgebreid. De abdij schafte manuscripten over veel verschillende onderwerpen aan en er verschenen kopieën van bestaande teksten. Er zijn meer dan vierhonderd manuscripten over uit deze tijd en die staan vandaag de dag nog steeds in de bibliotheek.
Tussen 924 en 933 bedreigden de Hongaren de abdij en de boeken werden voor een korte tijd naar Reichenau verplaatst, die niet allemaal terug zijn gekomen in Sankt Gallen. In 937 brandde de abdij bijna helemaal af, maar de bibliotheek overleefde de brand. Rond het jaar 954 werd er een muur om de abdij gebouwd om het gebouw te beschermen.

### De abten als vorst

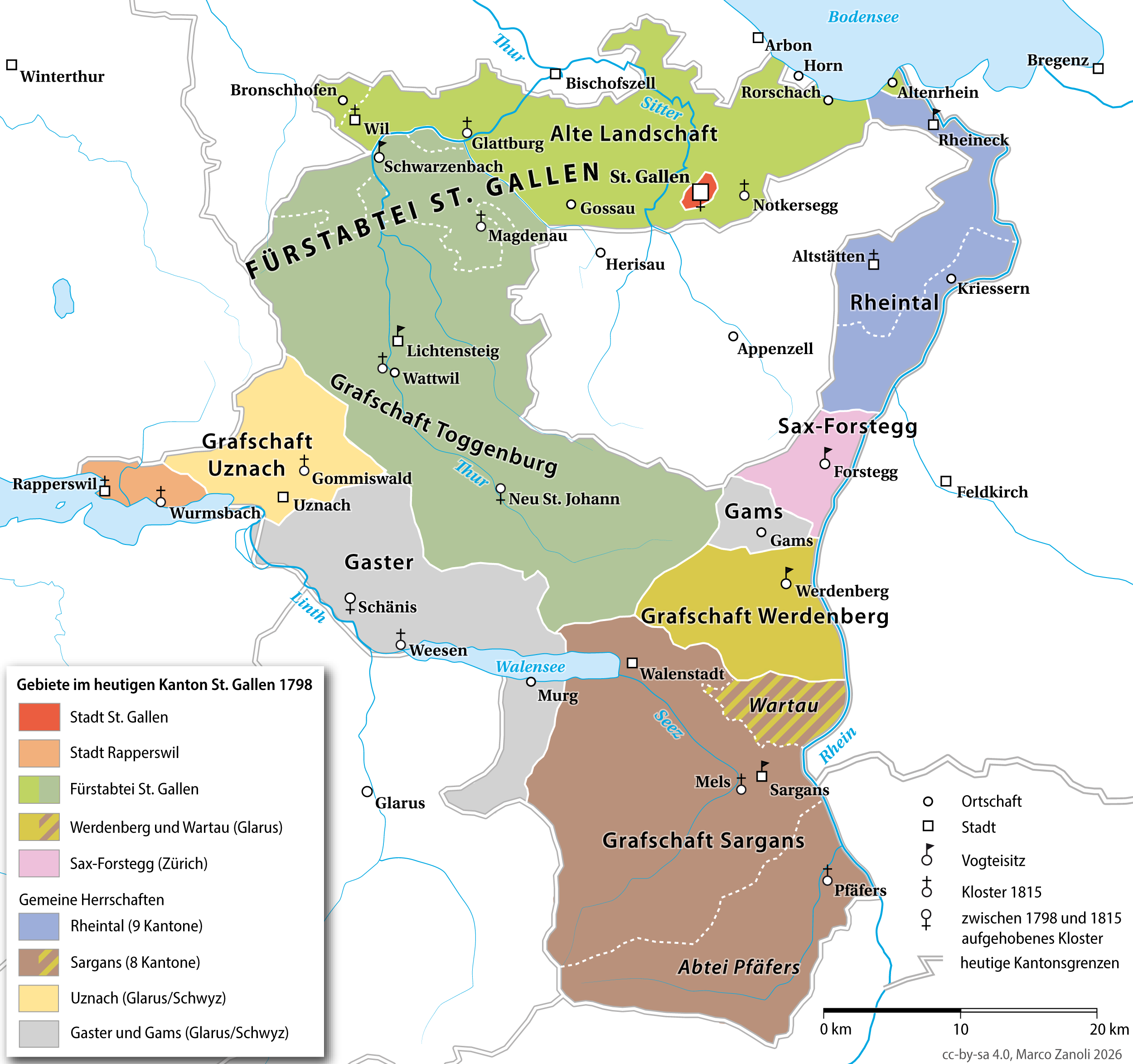
Historische landen in het huidige kanton Sankt Gallen. De rijksabdij bestuurde de gebieden rond de stad Sankt Gallen ook bekend als de oude landerijen of het vorstenland. De rijksabdij bestuurde in de vijftiende eeuw het kanton Appenzell en vanaf 1468 ook Toggenburg.

In de dertiende eeuw werd de stad Sankt Gallen een onafhankelijke rijksstad die de abten als wereldlijke heersers bestuurden die de titel vorst binnen het Heilige Roomse Rijk. Nadat de abten meer betrokken waren geraakt bij de lokale politiek volgde een periode van achteruitgang. Tijdens de veertiende eeuw werden humanisten toegelaten om een aantal van de bijzondere teksten te bestuderen.
Aan het einde van de veertiende en het begin van de vijftiende eeuw zochten de boeren die op de uithoven in Appenzell met de zoektocht naar onafhankelijkheid. In 1401 braken de Appenzelleroorlogen uit. Het gebied werd in 1411 na de overwinning tijdens de slag bij de Stosserpas bondgenoot van het Zwitserse Eedgenootschap. Tijdens de Appenzelleroorlogen stond de stad Sankt Gallen tegenover elkaar. De stad Sankt Gallen werd een paar maanden nadat Appenzell lid werd van het Eedgenootschap. De abdij werd in 1451 een bondgenoot van de kantons Zurich, Luzern, Schwyz en Glarus die al volwaardig lid van het Eedgenootschap waren. Appenzell en Sankt Gallen waren in 1454 volledig lid geworden van het Eedgenootschap en de abdij volgde dit voorbeeld in 1457. In 1457 werd de stad officieel onafhankelijk van de abdij.
In 1468 kocht abt Ulrich Rösch het Graafschap Toggenburg van de vertegenwoordiger van het graafschap nadat de grafelijke familie in 1436 uitgestorven was. In 1487 bouwde de abt een abdij bij Rorschach aan de Bodensee waar hij naar wilde verhuizen. Deze zet riep veel weerstand van de burgers van de stad Sankt Gallen, lokale geestelijken en de edelen uit Appenzell in de Rijnvallei die bang waren hun bezittingen te verliezen. De stad Sankt Gallen wilde de invloed van de abdij verminderen en de invloed van de stad en haar burgers vergroten die door de ontwikkelingen afgenomen waren. De burgemeester van de stad Sankt Gallen Ulrich Varnbüler Voor dit doel legde contact met lokale boeren en bestuurders van Appenzell, geleid door de fanatieke Hermann Schwendiner, die een mogelijkheid zochten om de positie van de abt te verzwakken.
In het begin protesteerde Ulrich tegen de abt en samen met vertegenwoordigers van de vier betalende kantons van het Eedgenootschap, namelijk Zurich, Luzern, Schwyz, en Glarus, tegen de bouw van de nieuw abdij in Rorschach. Op 28 juli 1489 leidde hij de gewapende troepen van Sankt Gallen en Appenzell om de gebouwen die in de steigers stonden te vernietigen.
De abt klaagde bij het Eedgenootschap over de schade die was aangericht en hij eiste volledige compensatie. Ulrich reageerde hierop met een tegeneis en in samenwerking met Schwendiner wees hij het pan vanwege de twijfelachtige gevolgen van de leden van het Eedgenootschap die geen partij in het conflict waren af. Hij motiveerde de geestelijken uit Wil om naar Rorschach te gaan om hun band met de abdij te doorbreken. Ulrich oreerde tegen de komst van de abdij op een bijeenkomst van de dorpelingen van Waldkirch waar een populair samenwerkingsverbond ontstond. Hij vertrouwde erop dat de vier betalende kantons zijn plan niet met vijandige troepen te interveniëren om de spanningen tussen Ulrich en de leden van de Zwabische Bond niet verder op te laten lopen. Hij kreeg vertrouwen in zijn oplossing toen de bevolking van Sankt Gallen hem in 1490 tot de hoogste magistraat van de stad te verkiezen.

### Bondgenoot van het Zwitserse Eedgenootschap
In het begin van de jaren 1490 besloten de vier kantons om aan hun verplichtingen aan de abdij na moesten komen en het kanton Sankt Gallen met gewapende troepen aan te vallen. De burgers van Appenzell en lokale geestelijken gaven zich zonder enige tegenstand over aan dit leger. De burgers van de stad Sankt Gallen hadden besloten om tot het bittere einde te blijven vechten. Op het moment dat de burgers door hadden dat hun medestrijders gestopt waren met vechten verloren ze het vertrouwen in een goede afloop. Het gevolg was dat de abdij een vredesverdrag sloot waarbij de rechten van de stad verminderde werden en de stad boetes en herstelbetalingen moest betalen. . Varnbüler en Schwendiner vluchtten naar het hof van hof van keizer Maximiliaan I in Innsbruck omdat ze alle bezittingen die buiten de stad Sankt Gallen lagen kwijt waren geraakt. De abt vertrouwde op zijn Zwitserse bondgenoten waardoor de positie van de rijksabdij ongeveer tot die van een "afhankelijk district" verzwakt was.
De stad ging in 1526 over op het protestantisme terwijl de abdij rooms-katholiek bleef waardoor de relatie tussen de stad en de abdij beschadigd raakten. De abt en een vertegenwoordiger van de stad erkenden als bondgenoten de Tagsatzung als wetgevend orgaan van het Eedgenootschap
In de zestiende eeuw werd de abdij door groepen Calvinisten geplunderd die veel oude boeken verscheurden. In 1530 begon abt Diethelm met een restauratie waarmee de achteruitgang van de abdij en dit leidde tot een uitbreiding van de scholen en de bibliotheek.

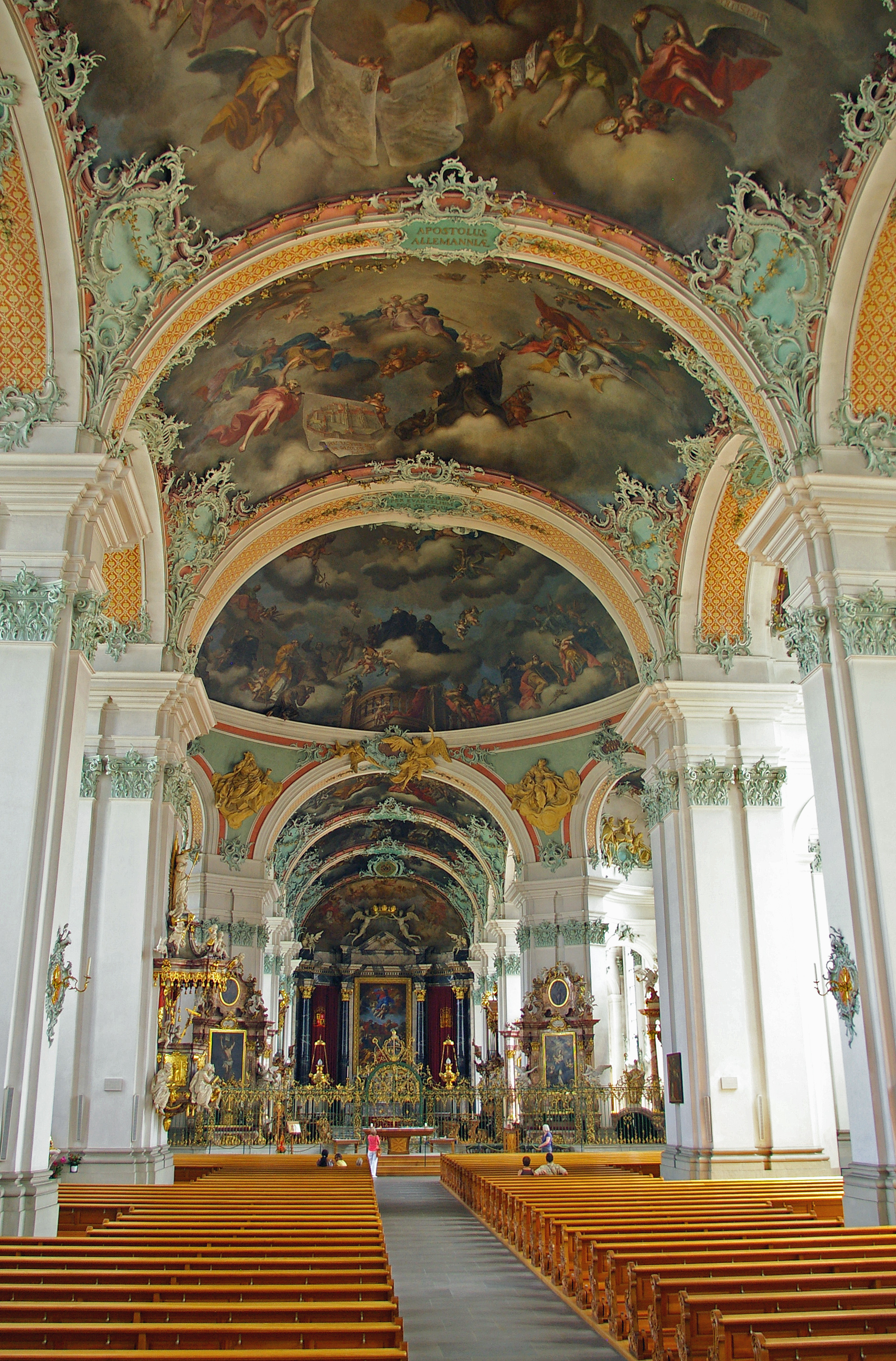
Het interieur van de kathedraal, een van de invloedrijkste barokke monumenten in Zwitserland

Onder abt Pius (1630–74) werd er in de abdij een drukpers ingesteld. In 1712 werd de abdij tijdens Toggenbergeroorlog door de Zwitsers geplunderd. De Zwitsers namen de meeste boeken en manuscripten mee naar Bern en Zurich. Voor zijn eigen veiligheid was de abdij gedwongen om  hulp aan de burgers van de stad Sankt Gallen te vragen om zich te laten verdedigen. Dit was niet normaal omdat de burgers van de stad tot 1457 horigen van de abdij waren. De macht van de stad was ondertussen zo gegroeid, dat de burgers de abdij beschermden.

### Einde van de abten als vorst
De abdij was de grootste en religieuze stad in Zwitserland en in het grondgebied van de rijksabdij had 77.000 inwoners. Een laatste poging om de abdij uit te breidden resulteerde in de sloop van de Middeleeuwse gebouwen. De nieuwe gebouwen, waaronder de kathedraal, waren in de laatbarokke stijl die tussen 1755 en 1768 gebouwd zijn. De grote en rijk versierde nieuwe abdij bleef niet lang als abdijkerk in gebruik. In 1798 werd de wereldlijke macht van de abt afgenomen en de abdij werd geseculariseerd. De monniken werden uit de abdij verdreven en werden in andere abdijen geplaatst. De abdij werd een onafhankelijke zetel van de bisschop. In 1846 viel de abdijkerk en de kathedraal en een deel van de gebouwen direct onder de bisschop.